# (27657) Berkhey
(27657) Berkhey est un astéroïde de la ceinture principale aréocroiseur.

## Description
(27657) Berkhey est un astéroïde aréocroiseur. Il présente une orbite caractérisée par un demi-grand axe de 2,25 UA, une excentricité de 0,29 et une inclinaison de 23,5° par rapport à l'écliptique.